# Taubenturm (Strathleven House)

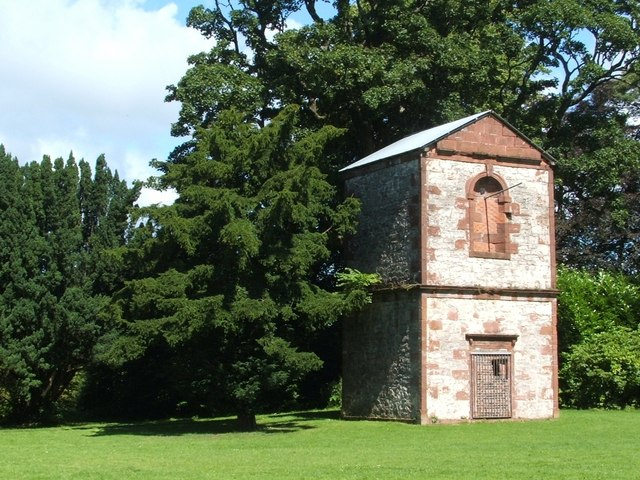
Taubenturm von Strathleven House

Der Taubenturm von Strathleven House ist ein Taubenturm nahe der schottischen Stadt Balloch in West Dunbartonshire. Er befindet sich auf den Ländereien von Strathleven House südlich der Stadt. 1971 wurde der Taubenturm in die schottischen Denkmallisten in die höchste Kategorie A aufgenommen.

## Geschichte
Im Jahre 1670 erwarb William Cochrane, 1. Earl of Dundonald die Ländereien von Strathleven. William Cochrane, 3. Earl of Dundonald ließ dort zwischen 1700 und 1708 das Herrenhaus Strathleven House errichten. Später kaufte Archibald Campbell, Lord Stonefield das Anwesen. Unter seiner Leitung entstand wahrscheinlich die umfangreiche Parkanlage, die auf zeitgenössischen Bildern zu erkennen ist. Ob der Taubenturm bereits zu Bauzeiten des Herrenhauses oder erst bei der Ausgestaltung der Parkanlagen gebaut wurde, ist nicht verzeichnet. Seit 2008 ist das Bauwerk im Register gefährdeter denkmalgeschützter Bauwerke in Schottland gelistet. Sein Zustand ist als schlecht, die Gefährdung jedoch als moderat eingestuft.

## Beschreibung
Der zweistöckige Taubenturm weist einen quadratischen Grundriss auf. Seine Gebäudekanten sind mit rotem Sandstein abgesetzt. In die nach Süden weisende Vorderseite ist mittig eine Türe eingelassen. Sie ist von schmalen Blendpfeilern eingerahmt und bekrönt. Darüber befindet sich ein blindes Rundbogenfenster. Der ebenerdige Raum schließt mit einer Gewölbedecke ab.